# Erigorgus vestitus
Erigorgus vestitus là một loài tò vò trong họ Ichneumonidae.